# メイスヴィル駅
メイスヴィル駅（英語：Maysville Station）は、ケンタッキー州メイスヴィルウェスト・フロント・ストリートおよびローズマリー・クルーニー・ストリートにあるCSXトランスポーテーションの駅。 チェサピーク・アンド・オハイオ鉄道の路線と駅であった。アムトラックのカーディナル号が停車する。無人駅であり、バスの乗り換えができる。

## 利用可能な鉄道路線／列車
アムトラックの停車する列車は下記の通り。
シカゴとワシントン間の夜行長距離列車カーディナル号… 週3往復停車